# Clematis patens 'Barbara Wheeler'
Cultivar
La clématite patens 'Barbara Wheeler'  est un cultivar de clématite obtenue en 1994 par Mike Brown en Angleterre. Néanmoins elle fut commercialisée pour la première fois en Angleterre en 2003.
'Barbara Wheeler' a été nommée en l'honneur de la sœur de Mike Brown.

## Description
Cette clématite fait partie du groupe 3, ce qui implique une floraison printanière et automnale sur le bois de l'année.

### Feuilles
Les feuilles caducs de cette clématite sont parfois simple, parfois alternes.

### Fleurs
La clématite patens 'Barbara Wheeler' dispose d'une fleur moyenne blanche  presque rose. La fleurs à un diamètre d'environ 12 cm et hermaphrodites.

#### Sépales
Le sépale de la clématite 'Barbara Wheeler' mesure entre 3 et 4 cm, largement elliptique, qui se chevauchent et dispose d'un bord ondulé. La pointe est courber vers le bas.

#### Étamines et stigmates
'Barbara Wheeler' possèdent des étamines blanches et des stigmates blancs également qui contraste parfaitement avec la couleurs des sépales.

#### Parfum
Cette clématite n'a pas de parfum.

## Obtention
'Barbara Wheeler' est issu de graines de clématites patens 'Comtesse de Bouchaud'.

## Protection
'Barbara Wheeler' est protégé par un certificat d'obtention végétale.

## Culture

### Plantation
La clématite 'Barbara Wheeler' s'épanouit très bien en pot ou en pleine terre. Elle doit être plantée dans un mélange drainant et fertile. Ce cultivar est particulièrement adapté au sol lourd.

### Croissance
A taille adulte cette clématite s'élance entre 1,5 et 2 mètres.

### Floraison
'Barbara Wheeler' fleurit deux fois par an sur le bois de l'année, au printemps elle dispose d'une floraison entre juin et juillet. À l'automne la floraison est entre août et septembre. Elle fait partie du groupe 3

### Taille
La clématite 'Barbara Wheeler' à besoin d'une taille annuelle, souvent au mois de mars mais à toute période de repos végétatif. Elle demande une taille sévère, c'est-à-dire une taille à 30 Cm sur un tiers des banches.

### Résistance
Cette clématite résiste à des températures de moins 20 degrés Celsius.

### Maladies et ravageurs
La clématite 'Barbara Wheeler' est sensible à l'excès d'eau ce qui pourrai provoquer une pourriture du collet de la plante et ainsi la mort de la clématite. elle peut également souffrir d'apoplexie dû à un champignon appelé Ascochyta clematidina, provoquant un flétrissement brutal des feuilles. Pour combattre ce champignon, la terre doit être remplacée sur 20 cm et l'excès d'eau doit être prescrit.
Les limaces peuvent également s'attaquer à cette clématite et notamment aux jeunes pousses du printemps.